# 政区首长
Governor指一個行政区（尤其指一級行政区）裡的行政首长
“Governor-general”一职对应的中文翻译是总督。其它地区或国家的“Governor”职位对应的翻译为州长、省长等。各国“Governor”的职责、权力因国情而有所不同。如美国各州州长与下级行政区政府并非领导关系。中华人民共和国的省长反之。

## 备注
1. ↑  “Premier”一词有时是奉行议会制的地方首长头衔，中文翻译亦为州长、省长。